# اندیس شیرین آباد
شیرین آباد یک اندیس فلزی است که در حوالی شهر علی آباد استان گلستان قرار دارد و مادهٔ معدنی موجود در آن، بوکسیت است. و دیرینگی آن به دوران سن  می‌رسد. 